# Renato Pampanini
Pour les articles homonymes, voir Pampanini.
Renato Pampanini, né à Valdobbiadene en 1875 et mort à Vittorio Veneto en 1949, est un botaniste, ptéridologue et mycologue italien.

## Biographie
Il a suivi ses études à l'université de Genève, puis à Lausanne et à Fribourg. Il a présenté sa thèse à l'université de Florence et devint professeur à l'athénée de Cagliari.
En plus de ses propres recherches scientifiques, il accomplit de nombreuses expéditions botaniques, notamment en Cyrénaïque et dans d'autres régions de l'Afrique du Nord, à l'île de Rhodes et dans les îles du Dodécanèse.
Ce fut l'un des premiers botanistes italiens à aborder la question de la protection de l'environnement. L'herbier de Pampanini, qui comprend plus de 5 000 spécimens, est conservé à l'herbier central italien du musée d'histoire naturelle de Florence à la section botanique.

## Flora italica exsiccata
Cet herbier fut le résultat d'un programme d'investigation floristique commencé en 1904 par Adriano Fiori, Renato Pampanini et Augusto Béguinot agissant pour le compte de la Société pour le changement d'exsiccata. Ils publient de 1905 à 1914 dans le Periodico botanico italiano des centaines d'articles concernant les plantes vasculaires italiennes critiques (par risque d'exctinction), rares ou importantes du point de vue de la floristique.

## Publications
- Flora del Cadore, publication posthume, 1958
- 1940, Il conte G. B. Samaritani (1821-1894) e le sue raccolte botaniche in Egitto ed in Oriente,  Nuovo giornale botanico italiano (Nuova serie). Florence. 47 (1): 199-219
- Pampanini, R; R Zardini. 1948, Flora di Cortina d'Ampezzo, éd. Tipogr. Valbonesi
- 1936, Qualche altra aggiunta e correzione al "Prodromo della flora cirenaica", Archivio botanico. Forli. 12 (2): 176-180
- Prodromo della Flora cirenaica, 1931
- 1912, Per la protezione di monumenti naturali in Italia, Bulletino della Società Botanica Italiana, Florence. pp. 3–36
- 1911, Per la protezione della flora italiana : relazione presentata alla riunione generale della Società botanica italiana in Roma (12-16 ottobre 1911), Florence : Stabilimento Pellas
- 1903a, Essai sur la géographie botanique des Alpes et en particulier des Alpes sud-orientales, Fribourg : Fragnière
- 1903b, Erborizzazioni primaverili ed estive nel Veneto, Nuovo giornale botanico italiano (Nuova serie), Florence 10 (4)
- Chodat, RH; R Pampanini. 1902, Sur la distribution des plantes des alpes austro-orientales et plus particulièrement d'un choix de plantes des alpes cadoriques et vénitiennes, Le Globe, Genève, T. 41

### Livres
- 1903, Essai sur la géographie botanique des Alpes et en particulier des Alpes sud-orientales, thèse. Ed. Impr. de Fragnière frères. 216 pp.
- 1914, La flora del Caracorùm, Ed. N. Zanichelli. 290 pp

## Hommages
- (Asteraceae) Artemisia pampaninii Kitam. ex Vacc.
- (Caprifoliaceae) Lonicera pampaninii H.Lév. & Hand.-Mazz.
- (Crassulaceae) Sedum pampaninii Raym.-Hamet
- (Iridaceae) Belamcanda pampaninii H.Lév.
- (Lamiaceae) Amaracus pampaninii Brullo & Furnari
- (Lamiaceae) Origanum pampaninii (Brullo & Furnari) Ietsw.
- (Liliaceae) Gagea pampaninii A.Terracc.
- (Rosaceae) Rubus × pampaninii Hruby
- (Scrophulariaceae) Alectorolophus pampaninii Wilczek & Stern
- (Scrophulariaceae) Rhinanthus pampaninii Chab.
- (Solanaceae) Solanum pampaninii Chiov.
- (Thymelaeaceae) Daphne pampaninii (Rehder) Halda